# Donji Milanovac
Donji Milanovac (em cirílico:Доњи Милановац) é uma vila da Sérvia localizada no município de Majdanpek, pertencente ao distrito de Bor, na região de Timočka Krajina. A sua população era de 2969 habitantes segundo o censo de 2010.

## Demografia
| 1948  | 1953  | 1961  | 1971  | 1981  | 1991  | 2002  |
| ----- | ----- | ----- | ----- | ----- | ----- | ----- |
| 2 274 | 2 629 | 2 669 | 2 595 | 2 996 | 3 338 | 3 132 |